# Псевдобульбарний синдром
Псевдобульба́рний синдро́м (англ. Pseudobulbar palsy; в українській медичній термінології рідко використовують ще термін «псевдобульбарний параліч») — неврологічний розлад, обумовлений двобічним ураженням нейронів стовбура мозку, корково-ядерних шляхів. По клінічним ознакам вельми схожий з бульбарним синдромом (звідки й назва), однак виникає внаслідок ураження інших структур мозку (моторних нейронів, а не ядер черепних нервів, як при бульбарному синдромі) і має ряд особливостей. Псевдобульбарний синдром характеризується нездатністю контролювати рухи (зокрема, жування, ковтання та мовні), іноді неконтрольованими емоційними сплесками.

## Клінічні ознаки
Для псевдобульбарного синдрому характерна та ж тріада симптомів, що і для бульбарного синдрому:
- дизартрія (порушення вимовної сторони мовлення),
- дисфонія (тихе та хрипке мовлення),
- дисфагія (розлад акту ковтання).

Як і при бульбарному синдромі, ці прояви є порушенням іннервації м'язів глотки, м'якого піднебіння, язика, а також голосових зв'язок. При псевдобульбарному синдромі виявляють жваві стрімкі рухи нижньою щелепою, зазвичай підвищується рефлекс з нижньої щелепи і з'являються рефлекси орального автоматизму.

### Рефлекси орального автоматизму
Нижньощелепний, або мандібулярний рефлекс (Бехтерева) викликається постукуванням молоточком по підборіддю або по шпателю, покладеному на нижні зуби, при злегка відкритому роті. Рефлекс глибокий, періостальний. У відповідь реакцією є скорочення жувальних м'язів, що викликає змикання щелеп (підняття нижньої щелепи). Рефлекторна дуга: чутливі волокна нижньощелепного нерва (третя гілка трійчастого нерва → чутливе ядро трійчастого нерва → рухове його ядро в мосту → рухові волокна тієї ж III гілки трійчастого нерва). Рефлекс не відрізняється великою постійністю в нормі і різко підвищується при псевдобульбарному паралічі.
До рефлексів орального автоматизму відносять численні рефлекси, реакцією у відповідь при яких є витягування губ вперед (смоктальні або поцілункові рух губами). Викликаються вони дотиком до губ, постукуванням молоточком по верхній губі або навколо рота в області кругового м'яза рота (лат. m. orbicularis oris) — хоботковий рефлекс, і навіть при наближенні молоточка до губ — дистанційно-оральний рефлекс Корчікяна. Та ж відповідна реакція може виникнути і при постукуванні молоточком по спинці носа (назо — лабіальний рефлекс Аствацатурова). До симптомів орального автоматизму примикає і долонно-підборідний рефлекс Марінеску — Радовичі. Викликається він штриховим подразненням шкіри в області піднесення долонній поверхні великого пальця. Відповідна реакція — скорочення підборіддя м'язи — наголошується зазвичай на тій же стороні. Іноді при псевдобульбарному синдромі викликається «бульдожий» рефлекс (симптом Янишевської) — судомне стискання щелеп у відповідь на подразнення шпателем губ, ясен або твердого піднебіння.
Для псевдобульбарного синдрому характерна наявність насильницького плачу, рідше сміху. Хворі при цьому можуть плакати чи сміятися з будь-якого приводу. Мимовільний плач у хворого на псевдобульбарний синдром може наступати при вишкірю зубів, при проведенні папірцем по губах, тощо.

## Відмінності псевдобульбарного від бульбарного синдромів
При псевдобульбарному синдромі відзначають рівномірну, аніж при бульбарному синдромі виразність парезу м'язів, іннервація яких забезпечується черепними нервами каудальної (бульбарної) групи. Парез носить центральний (спастичний) характер. При цьому тонус м'язів підвищується, і особливо яскравим буває розлад диференційованих довільних рухів. Атрофії м'язів губ і випадіння глоткового й піднебінного рефлексів, дуги яких замикаються в довгастому мозку, не відзначають.
Нерідко псевдобульбарний параліч може поєднуватися з ознаками центрального тетрапарезу, внаслідок залучення в патологічний процес пірамідних шляхів.
При псевдобульбарному паралічі, на відміну від бульбарного, не спостерігають розлади дихальної та серцево-судинної систем, так як патологічний процес не зачіпає вітальні центри, розвиваючись вище довгастого мозку.

## Захворювання, для яких характерний псевдобульбарний синдром
- Виражений атеросклероз судин головного мозку
- Розсіяний склероз
- Хвороба рухового нейрона
- Пухлини верхніх відділів стовбура головного мозку
- Черепно-мозкова травма
- Дитячий церебральний параліч